# Carl Johan Schmiedefelt
Carl Johan Schmiedefelt, född 1717, död 13 augusti 1797 på Pyhäniämi i Hollola socken, var en svensk friherre och militär.
Carl Johan Schmiedefelt var son till överstelöjtnant Carl Detlof Schmiedefelt och Beata Eleonra Werdenhoff. Han blev korpral vid Tavastehus regemente 1726, rustmästare där 1733, förare 1734, sergeant 1735, fänrik 1737, löjtnant 1742, premiärlöjtnant 1744 och kapten 1746. Han deltog i hattarnas ryska krig och deltog där bland annat i slaget vid Husula. Schmiedefelt blev major 1751, överstelöjtnant i armén 1760 och vid Åbo läns regemente 1763. Han förordnades 1758 till garnisonskommendant i Helsingfors. Schmiedefelt blev överste i armén 1770, var 1770–1772 chef för Savolax regemente och 1772–1778 chef för Tavastehus regemente. För sina insatser i samband med Gustav III:s statskupp upphöjdes han 1772 till friherre, och blev generalmajor 1778. Schmiedefelt blev 1751 riddare av Svärdsorden.